# Acquaviva Collecroce
Acquaviva Collecroce är en ort och kommun i provinsen Campobasso i regionen Molise i Italien. Kommunen hade 625 invånare (2018).